# Zeylanidium olivaceum
Zeylanidium olivaceum là một loài thực vật có hoa trong họ Podostemaceae. Loài này được (Gardner) Engl. miêu tả khoa học đầu tiên năm 1930.